# 科学史 (1503年)
科学史上的1503年发生了众多事件，本条目撷取其中部分罗列如下：

## 天文学
- 7月23日，冥王星运行至海王星轨道以外（因公转轨道偏心率较大，冥王星有时处于比海王星离太阳更近的位置），之后冥王星在这段海王星轨道外的宇宙空间内运行了233年。但受科学技术限制，当时人们并不知道此事。[1]

## 航海

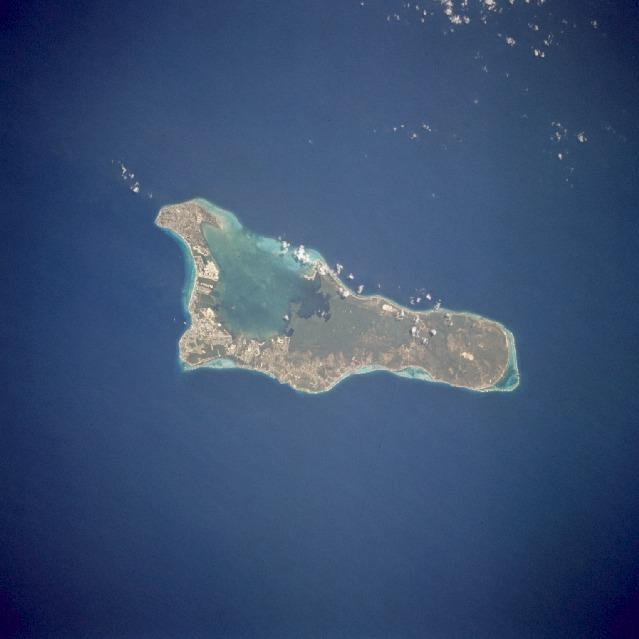
太空中鸟瞰开曼群岛

- 5月10日，克里斯托弗·哥伦布发现了开曼群岛，他曾因岛上栖息了数量众多的海龟而将海岛命名为“龟岛”（西班牙語：Las Tortugas）。

## 技术
- 4月21日，切里尼奥拉战役（Battle of Cerignola）中西班牙帝国战胜了法兰西王国，这次战役被后世认为是历史上第一场以火药枪取胜的战役。
- 朱利亚诺·达·桑迦洛（Giuliano da Sangallo）利用堡垒（bastions）这种新技术建造了托斯卡纳阿雷佐的城墙。[2]

## 诞生
- 12月14日，诺斯特拉达姆士，法国物理学家及占星家（1566年卒）

## 逝世
- 彼得·舍费尔（Peter Schöffer），德国印刷者，现代字体排版学开创者（1425年生）